# Liberty County, Florida
Liberty County är ett administrativt område i delstaten Florida, USA. År 2010 hade countyt 8 365 invånare. Den administrativa huvudorten (county seat) är Bristol.

## Geografi
Enligt United States Census Bureau har countyt en total area på 2 184 km². 2 165 km² av den arean är land och 19 km² är vatten.

### Angränsande countyn
- Gadsden County, Florida - nordöst
- Wakulla County, Florida - öst
- Leon County, Florida - öst
- Franklin County, Florida - syd
- Gulf County, Florida - sydväst
- Calhoun County, Florida - väst
- Jackson County, Florida - nordväst